# Блай-и-Фабрега, Микель
Микель Блай-и-Фабрега (катал. Miquel Blay i Fàbrega, 8 октября 1866, Олот — 22 января 1936, Мадрид) — каталонский скульптор, представитель таких художественных стилей, как реализм и символизм.

## Жизнь и творчество
Трудовую жизнь начал в 14-летнем возрасте когда, в 1880 году поступил в мастерскую братьев-художников Жоакима Вайреда и Мария Вайреда „El Arte Cristiano“ в родном городке Олот, где изготавливались произведения преимущественно по религиозной тематике в «народном стиле». Учителем в этом ателье был Жозеп Барга, сумевший дать Микеле твёрдые знания в рисовании и пластическом мастерстве. Работая в ателье братьев Вайреда до 1888 года, молодой скульптор вырабатывает свой индивидуальный творческий стиль, которому он никогда более не изменяет. Получив ученическую стипендию, Блай в 1888 году уезжает в Париж и поступает в Академию Жюлиана, а также к скульптору Анри Шапю. Большое влияние на его дальнейшее творчество оказали работы Огюста Родена и социально-критические произведения Константина Менье. В 1892 году Микеле Блай, получив новую стипендию, уезжает в Рим. Здесь он увлекается теми перспективами, которые давали скульптору символизм и в соединении с социальным протестом реалистического искусства (его работа „Els primers freds“ (1892), в которой мужская фигура выполнена в реалистических канонах, женская же — соответствует символистскому течению в искусстве). В дальнейшем мастер по-прежнему сочетает оба художественных стиля — реализм и символизм — в своём творчестве. Так, многочисленные свои женские статуи „Margheritina“ (1892), „Ondina“ (1895), „Dona i Flors“ (1899) и „Pensativa“ (1900, «Задумавшаяся») однозначно относятся к произведениям символизма. Выполненные же в то же время его «мужские» скульптуры — бюст „Del meu Poble“ (1890), статуя „el fonedor“ («Литейщик») и „el barrinaire“ («Взрывник») строго реалистичны. Обе последние создают единую композицию в памятнике Виктору Шаварри (1903). В 1906 году Микеле Блай переезжает в Мадрид. Здесь он доцент в области крупногабаритной скульптуры. 13 декабря того же года в Мадриде королевская чета открывает созданный им памятник доктору Федерико Рубио. На нём мать с детьми подносит цветы этому врачу-гуманисту.
Работы скульптора неоднократно завоёвывали различные награды на выставках и экспозициях; его „Els primers freds“, созданная в 1892 году, считается одним из лучших произведений испанской пластики конца XIX столетия. Микеле Блай был членом Академий изящных искусств Барселоны и Мадрида.

## Галерея
- Скульптурная группа на пл. Каталонской музыки в Барселоне
- «Эклога»
- Памятник Мариано Морено
- Памятник Виктору Шаварри
- «Сочувствие» (до 1910)
- «Замерзающие». Ботанический парк, Буэнос-Айрес.